# ヴルフラーメン40

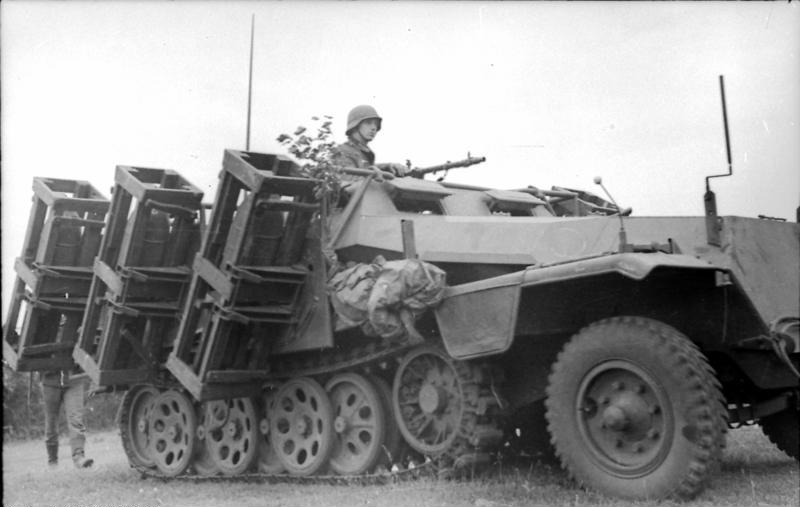
Sd Kfz 251に搭載されたヴルフラーメン

ヴルフラーメン40(ドイツ語: Wurfrahmen 40)とは第二次世界大戦時にドイツ国防軍が用いた多連装ロケット砲である。語を直訳すれば発射フレーム40の意。
本発射器には「Stuka zu Fuss」（足つきスツーカ、または歩くスツーカ）や、「heulende Kuh」（吼える牛）のニックネームが付けられた。

## 概要
この発射器は砲兵を乗せたSd Kfz 251半装軌車や、捕獲した元フランス軍のルノー UEのような車輌を組み合わせている。これは砲兵部隊に対し、牽引式のネーベルヴェルファーよりもさらに高い機動力と防護を与えるものだった。

## 特徴

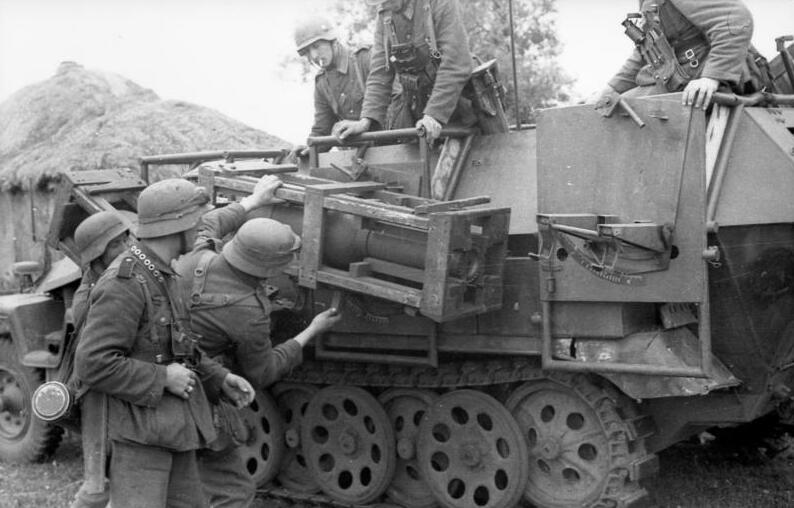
搭載作業。枠とベースプレートの形状がわかる。

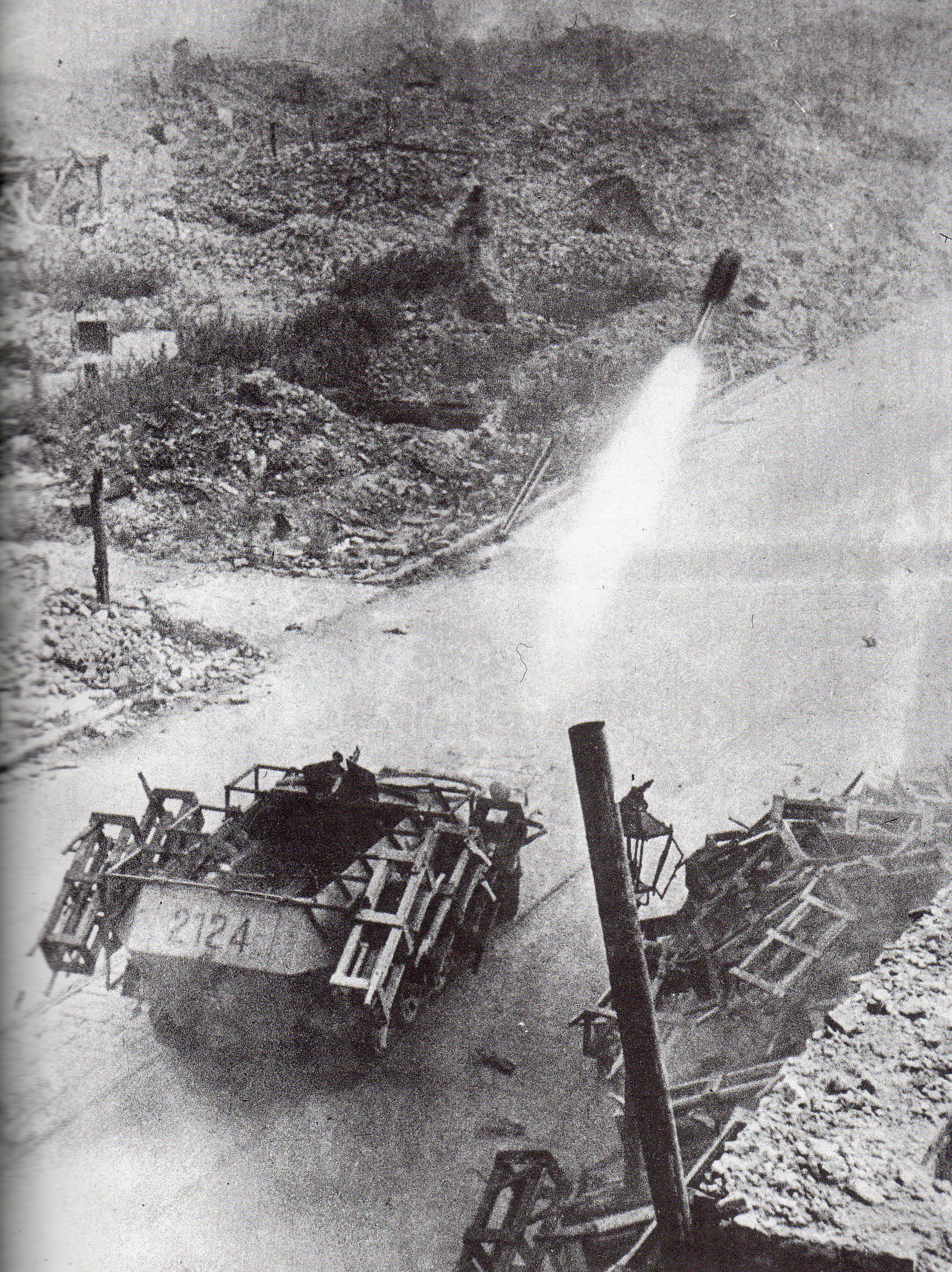
ワルシャワ蜂起中にSdkfz 251に搭載されて使用されるヴルフラーメン40

1940年後半に出現したこの兵器システムは、調整可能なベースプレートに枠構造をつけ、車輌の上部や側面に装着するもので、高性能榴弾ロケットである30cmネーベルヴェルファー42を装填することができた。また28cmロケット榴弾および32cmロケット焼夷弾である28/32cmネーベルヴェルファー41も使用可能で、これらのロケットは装填用の枠の中に入った状態から撃ち出された。
弾体が旋動して安定を得るとはいえ、これらのロケット弾の弾道は従来の火砲のそれより正確ではなく、また再装填はロケットの重量のために時間を消費した。ロケットは、速やかに目標を飽和できる地点から相当多数で波状攻撃をかけた。
ヴルフラーメン40は機動力のある戦車部隊のための支援兵器として、特に市街地において運用に成功した。
Sd Kfz 251半装軌車から一般的な装着状態で用いるときは、6枚のベースプレートにフレームをつけたものが用いられ、3基ずつが車輌の側面に配置された。ルノーUEでは2基ずつを側面に装備するか、後方に4基を装着した。オチキス H35にも側面に2基ずつを装着した。幾台か、捕獲したアメリカ製のM3ハーフトラックにもヴルフラーメンが装備され、両側面にベースプレートを2枚装着した。

## 登場作品
『R.U.S.E.』
ドイツのロケット車両として登場。
『total tank simulator』
ドイツのロケット自走砲として登場。
『Company of Heroes』
ドイツ軍の車両のアップグレードとして登場。